# 784

## Esdeveniments
- 24 de setembre – Àndalus: Els omeies aconsegueixen recuperar el control de tot el país després de guanyar els rebels en la batalla del Guadalimar.
- Japó: Ōtomo Yakamochi és nomenat shōgun, el segon a la història de l'Imperi.
- Japó: Amb el trasllat de la capitalitat de Nara a Nagaoka, per desig de l'emperador Kammu, s'acaba el període Nara de la història del país i comença el període Heian.
- Sevilla (Àndalus): Se celebra un concili a la ciutat on es formula per primera vegada la doctrina adopcionista.

## Naixements
- Magúncia: Raban Maur, teòleg i erudit (m. 856)

## Necrològiques
- Batiha (Iraq): Baixxar ibn Burd, poeta àrab. Ajusticiat als pantans per heterodox.